# Visconde do Rio Branco (Minas Gerais)

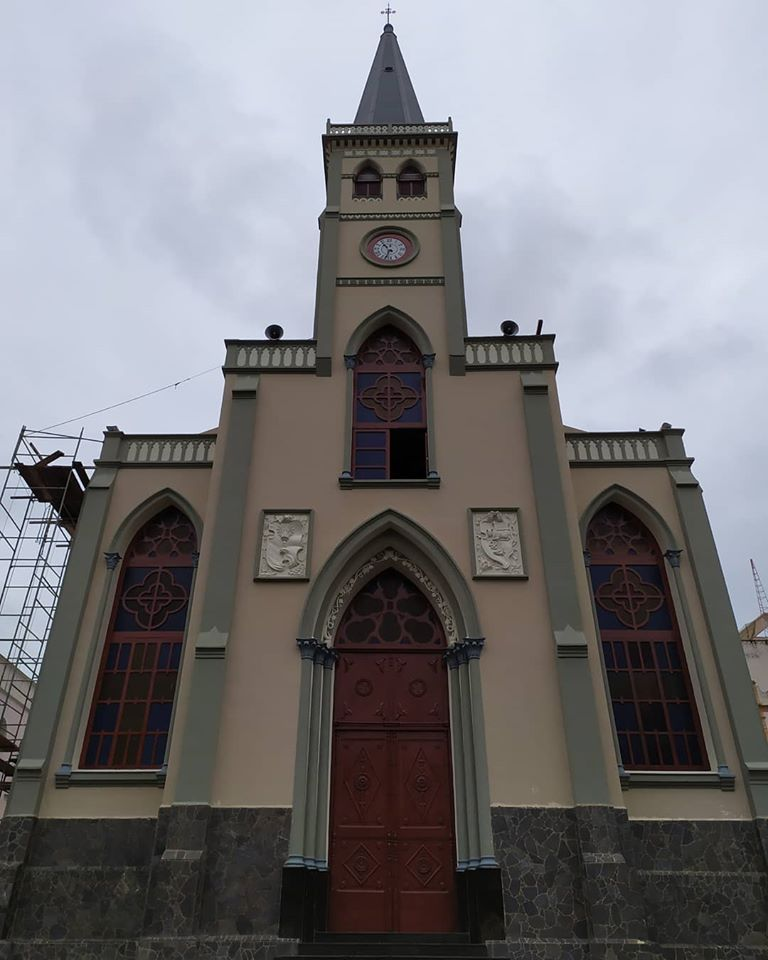
Paróquia São João Batista, no centro da cidade

Visconde do Rio Branco é um município brasileiro do estado de Minas Gerais. 
Sua população na contagem de 2022 era de 39 160 habitantes e sua área é de 243,3 km². Está localizado na Zona da Mata Mineira, microrregião de Ubá.

## História
Visconde do Rio Branco, antigo distrito criado em 1810 (1891) com a denominação de São João e subordinado ao município de Pomba (hoje Rio Pomba), tornou-se vila (São João Batista do Presídio) em 1839, mas foi extinta em 1853 (1871), figurando como distrito do município de Ubá. Retornou ao status de vila por leis provinciais de 22 de julho de 1868 e 22 de setembro de 1881 e alcançou a condição de cidade em 1882, sendo renomeado para Rio Branco. Em 1943 o município recebeu a sua denominação atual, Visconde de Rio Branco.

## Infraestrutura

### Trânsito
Com uma frota de veículos de em média, 1 veículo para cada 1,71 habitantes, a cidade sofre atualmente com excesso de veículos, principalmente no horário de pico quando algumas ruas e avenidas ficam com um trânsito muito carregado. 

### Agências bancárias
| Banco                   | Agências |
| ----------------------- | -------- |
| Banco do Brasil         | 1        |
| Caixa Econômica Federal | 1        |
| Banco Itaú              | 1        |
| Banco Bradesco          | 1        |
| Sicoob                  | 1        |

### Rádios
AM 
- Rádio Cultura 920

FM 
- Rádio Cultura 101,1
- Rádio Comunidade 104,9
- Rádio Mega Hits 90,1

Web 
- Rádio DJ Tico Funk
- Rádio DJ Tico Mega Hits

### Rodovias
- MG-447
- MG-22

### Ferrovias
- Linha de Caratinga da antiga Estrada de Ferro Leopoldina [15]

## Educação
Em 2021, os alunos dos anos inicias da rede pública da cidade obtiveram nota média de 6,2 no IDEB. Para os alunos dos anos finais, essa nota foi de 4,8. Na comparação com outras cidades de Minas Gerais, a nota dos alunos dos anos iniciais colocava a cidade na posição 155° de 853°. Considerando a nota dos alunos dos anos finais, a posição passava a 422° de 853°. No mesmo ano, havia 4735 matrículas no Ensino Fundamental, com 259 docentes, além de 1260 matrículas no Ensino Médio, com 92 docentes. A taxa de escolarização (para pessoas de 6 a 14 anos) foi de 97,5 em 2010, posicionando o município na posição 475° de 853° dentre as cidades do estado e na posição 2904° de 5570° dentre as cidades do Brasil.

### Escolas municipais
- Creche Jayme Silva (Creche)
- Centro de Educação Coronel José Félix (Creche)
- Escola Deputado Luiz Soares da Rocha (Creche, educação infantil, ensino fundamental I)
- Escola Albertina Lima da Costa Duarte (Educação infantil, ensino fundamental I)
- Escola Nely de Oliveira (Educação infantil, ensino fundamental I)
- Escola Porfirio Saraiva (Educação infantil, ensino fundamental I)
- Escola Alexandre da Silva Ferraz (Ensino fundamental I)
- Escola Francisca Carolina da Silva (Educação infantil, ensino fundamental I)
- Escola Mário Bouchardet (Educação infantil, ensino fundamental I)
- Escola Capitão Machado (Educação infantil, ensino fundamental I)
- Escola Antônio de Souza Lima (Educação infantil, ensino fundamental I)
- Escola Coronel Joaquim Lopes (Educação infantil, ensino fundamental I)
- Escola Gabriel de Carvalho (Ensino fundamental I)
- Escola Marta Sérgio Ferreira (Ensino fundamental I)
- Escola Santa Juliana (Educação infantil, ensino fundamental I)
- Escola Doutor Carlos Soares (Ensino fundamental I, EJA)
- Escola Wolk AKL
- Escola Batista Pereira
- Escola Carlota Lopes da Silva
- Escola Elias Vitorino
- Escola José Calazans Moreira
- Escola Teophile Dubreil
- Escola Vidal Teixeira da Costa
- Escola Sylvia Reis da Silva
- Colégio Rio Branco (Ensino fundamental II, ensino médio, ensino profissional)

### Escolas estaduais
- Escola Padre Antônio Corrêa (Ensino fundamental I)
- Escola Laudelina Barandier Esmeraldo (Ensino fundamental I)
- Escola Prefeito Ruy Bouchardet (Ensino fundamental I)
- Escola Doutor João Batista de Almeida (Ensino fundamental I)
- Escola Coronel Avelino Cardoso (Ensino fundamental II)
- Escola de Educação Especial Antônio Gouvea Lima (Educação especial - fundamental)
- Escola Januário Teixeira da Silveira (Educação infantil, ensino fundamental I)
- Escola Porfirio Saraiva (Educação infantil, ensino fundamental I)
- Escola Tenente Roberto Soares de Souza Lima (Ensino fundamental I, ensino fundamental II, EJA)
- Escola Doutor Celso Machado (Ensino fundamental II, ensino médio, EJA)
- CESEC Professor Paulo Roberto Reis de Almeida (EJA)

### Escolas privadas
- Centro de Educação Santa Clara (Educação infantil)
- Centro de Educação São Francisco de Assis (Educação infantil)
- Centro de Educação Dona Zica Cesário (Educação Infantil)
- Fundação Jayme Silva
- Lactário Nossa Senhora Aparecida
- Escola Castelinho (Educação infantil)
- Escola Menino Jesus
- Escola Jardim Alice
- Escola Turma da Mônica
- Escola Pedacinho de Gente
- Escola Pertinho da Natureza (Educação infantil, ensino fundamental I)
- Escola Lápis de Cor (Educação infantil, ensino fundamental I)
- Escola Professor Gastão de Almeida (Educação infantil, ensino fundamental I, ensino fundamental II, ensino médio)
- Escola Rafaela Menicucci (Ensino fundamental II, ensino médio)
- Escola Apae Miguel Slaibi (Ensino especial)
- Colégio Equipe (Educação infantil, ensino fundamental I, ensino fundamental II, ensino médio)
- Centro Integrado SESI SENAI Silvio Benatti (Ensino profissional)
- Faculdade Presidente Antônio Carlos (Ensino superior)